# نوکیا ان۷۵
نوکیا ان۷۵ یکی از تلفن‌های همراه هوشمند نسل سوم نوکیا است که به صورت تاشو طراحی شده است. این گوشی در تاریخ ۲۶ سپتامبر ۲۰۰۶ معرفی شد. مجهز به دوربین ۲ مگاپیکسل با فلاش، دارای رادیو اف‌ام و بلوتوث و از جاوا هم پشتیبانی می‌کند. این گوشی از سیستم‌عامل نسخه ۹٫۱ و واسط کاربری سری ۶۰ ویرایش سوم بهره می‌برد.

## مشخصات کلی
| عمومی                   |                                                       |
| تاریخ معرفی             | ۲۶ سپتامبر ۲۰۰۶                                       |
| شبکه نسل دوم            | جی‌اس‌ام ۸۵۰ / ۹۰۰ / ۱۸۰۰ / ۱۹۰۰                        |
| شبکه نسل سوم            | یوام‌تی‌اس ۸۵۰ / ۱۹۰۰                                   |
| ظاهری                   |                                                       |
| ابعاد                   | ۲۰×۵۲×۹۵ میلی‌متر                                      |
| وزن                     | ۱۲۳٫۵ گرم                                             |
| رنگ                     | مشکی، نقره‌ای                                          |
| شکل                     | تاشو                                                  |
| نمایشگر                 |                                                       |
| نوع                     | تی‌اف‌تی، ۲۶۲٬۱۴۴ رنگ                                   |
| اندازه                  | ۲٫۴ اینچ، ۴۸×۳۶ میلی‌متر                               |
| دقت                     | ۳۲۰×۲۴۰ پیکسل                                         |
| دوربین                  |                                                       |
| کیفیت                   | ۲ مگاپیکسل                                            |
| اندازه تصویر            | ۱۲۰۰×۱۶۰۰ پیکسل                                       |
| فیلم‌برداری              | سی‌آی‌اف (۲۸۸×۳۵۲) ۱۵ فریم در ثانیه                     |
| فلاش                    | ال‌ئی‌دی                                                |
| قابلیت‌ها                | بزرگ‌نمایی دیجیتالی ۱۰ برابر                           |
| دوربین دوم              | ندارد                                                 |
| باتری                   |                                                       |
| نوع                     | باتری لیتیوم یون ۸۰۰ میلی‌آمپرساعت (BL-5BT)            |
| زمان آماده‌باش           | ۲۰۰ ساعت                                              |
| زمان مکالمه             | ۴ ساعت                                                |
| چندرسانه‌ای              |                                                       |
| پخش موسیقی              | MP3, AAC, AAC+, eAAC+, WMA, WAV                       |
| پخش ویدئویی             | WMV, RV, MP4, 3GP                                     |
| رادیو                   | رادیو اف‌ام استریو                                     |
| حافظه                   |                                                       |
| حافظه داخلی             | ۴۰ مگابایت                                            |
| کارت حافظه              | میکرو اس‌دی، قابلیت افزایش تا ۲ گیگابایت               |
| زنگ گوشی                |                                                       |
| نوع                     | پلی‌فونیک، ام‌پی‌تری                                     |
| لرزاننده                | دارد                                                  |
| مدیریت تماس             |                                                       |
| دفترچه تلفن             | نامحدود                                               |
| گزارش تماس‌ها            | با جزئیات، حداکثر ۳۰ روز                              |
| فرمان و شماره‌گیری صوتی  | دارد                                                  |
| نمایش تصویر تماس گیرنده | دارد                                                  |
| ارتباطی                 |                                                       |
| جی‌پی‌آراس                | کلاس ۱۱                                               |
| اچ‌اس‌سی‌اس‌دی              | ندارد                                                 |
| ئی‌دی‌جی‌ئی                | کلاس ۱۱                                               |
| ۳جی                     | دارد، ۳۸۴ کیلوبیت بر ثانیه                            |
| شبکه محلی بیسیم         | ندارد                                                 |
| بلوتوث                  | دارد، نسخه ۲                                          |
| فروسرخ                  | دارد                                                  |
| یواس‌بی                  | پاپ‌پورت                                               |
| نرم‌افزاری               |                                                       |
| سیستم‌عامل               | سیمبیان ۹٫۱                                           |
| واسط کاربری             | سری ۶۰ ویرایش سوم                                     |
| پشتیبانی جاوا           | دارد                                                  |
| سایر                    |                                                       |
| پردازنده                | Dual ARM 9 220 MHz                                    |
| جی‌پی‌اس                  | ندارد                                                 |
| پیام‌رسانی               | پیام‌کوتاه، پیام چندرسانه‌ای، پست الکترونیکی، پیام فوری |
| پست الکترونیکی          | آی‌ام‌ای‌پی، پی‌ئوپی۳، اس‌ام‌تی‌پی                           |
| مرورگر اینترنت          | اچ‌تی‌ام‌ال، اکس‌اچ‌تی‌ام‌ال، وی‌ای‌پی                         |
| نمایش مستندات           | پی‌دی‌اف، ورد، اکسل، پاورپوینت                          |
| بازی                    | دارد                                                  |
|                         | تی۹ ویرایشگر تصویر و ویدئو                            |